# Ameland
Ameland (vestfrisisk: It Amelân) er en nederlandsk ø i Vadehavet; den tilhører provinsen Frisland. På et areal på 58 km² bor 3.500 mennesker. Det er 4 byer på øen: Hollum, Ballum, Nes og Buren.
På Ameland kommer der mange nederlandske og tyske turister hvert år. Der sejler en færge mellem Nes og Holwerd på fastlandet. Ballum har også en flyveplads.
53°27′00″N 05°45′00″Ø / 53.45000°N 5.75000°Ø